# گری بووز
گری بووز (انگلیسی: Gary Bowes؛ زادهٔ ۱۸ اکتبر ۱۹۸۹) بازیکن فوتبال اهل بریتانیا است.
از باشگاه‌هایی که در آن بازی کرده‌است می‌توان به باشگاه فوتبال لولیتانو، باشگاه فوتبال وایت‌هاوک، باشگاه فوتبال هارلو تاون، باشگاه فوتبال ابسفلیت یونایتد، باشگاه فوتبال میلوال، باشگاه فوتبال وستهام یونایتد، و باشگاه فوتبال چزنت اشاره کرد.
وی همچنین در تیم ملی فوتبال England U16 بازی کرده‌است.